# Fudbalski Klub Vojvodina Novi Sad

Bandera del Vojvodina Novi Sad.

El Fudbalski Klub Vojvodina (en serbio cirílico: Фудбалски клуб Војводина), también conocido como Vojvodina Novi Sad, es un club de fútbol profesional de Novi Sad, Voivodina, Serbia. El club fue fundado en 1914 y actualmente compite en la Superliga serbia. Disputa sus partidos como local en el estadio Karađorđe, con capacidad para 14.853 espectadores.
El Vojvodina es el tercer club más antiguo de la SuperLiga y uno de los clubes más exitosos del fútbol serbio, con dos ligas yugoslavas, una Copa Mitropa y una Copa Intertoto en su palmarés.

## Historia

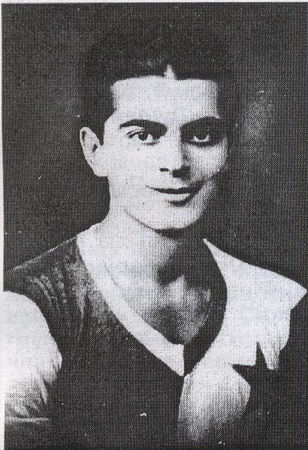
Boško Petrović fue uno de los jugadores más destacados de la Vojvodina en los primeros años 1930. Después jugaría en SK Jugoslavija y BSK Belgrado, llegando a debutar con la selección nacional. Perdió la vida durante su participación en la guerra civil española.

El FK Vojvodina fue fundada el 6 de marzo de 1914, en vísperas de la Primera Guerra Mundial, en un edificio de apartamentos ubicado en la calle 12 Temerinska. El club fue fundado en secreto, ya que las autoridades austro-húngaras, en estrecha colaboración con la administración, prohibía las reuniones y otras organizaciones en la región de Voivodina, poblada por serbios (el mismo nombre del club, Vojvodina, era el nombre de la provincia autónoma que los serbios locales políticamente tenían el objetivo de crear). El club fue fundado por los pocos estudiantes de Novi Sad. El nuevo club jugó su primer partido en la localidad de Kovilj contra el FK Šajkaš, ganando 5-0. En ese período de tiempo jugaba con brillantes colores azules, sin embargo, pronto cambió a la indumentaria rojiblanca, inspirado por el club checo del SK Slavia Praga.

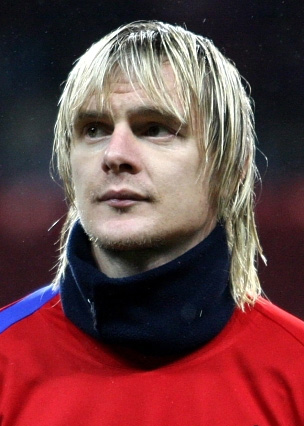
Miloš Krasić jugó en el Vojvodina.

Durante la Segunda Guerra Mundial, el club perdió casi todo su equipo, entre ellos: Boško Petrović (que murió en la guerra civil española), Milan Simin y su hermano Pera Simin, Dušan Šućov, Svetozar Džanić, Milan Stoja, Živko Brzak y Radovan Božin. También muchos funcionarios del club y aficionados murieron.

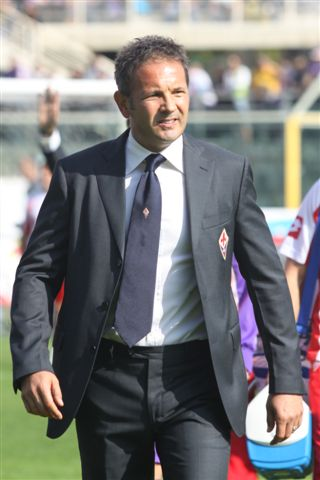
Siniša Mihajlović.

Los mayores éxitos del club a nivel nacional se produjo durante la República Federal Socialista Yugoslava, cuando el Vojvodina ganó la Primera División yugoslava en 1966 y 1989, y fue subcampeón en 1957, 1962 y 1975. En 1967, Vojvodina llegó a los cuartos de final de la Copa de Europa, antes de ser eliminado en circunstancias dramáticas, 2-1 en el global, por el futuro campeón, el Celtic de Glasgow, gracias a un gol en el último minuto por el capitán del Celtic Billy McNeill. Después de ganar la Copa de Europa ante el Inter de Milán 2-1 en Lisboa el 25 de mayo de 1967, los jugadores del Celtic aseguraron más tarde que el Vojvodina fue el mejor equipo que se había enfrentado en esa temporada.
El club también participó en la Copa de Yugoslavia y llegó a la final en 1951 y 1997. El Vojvodina perdió en la final de la Copa Intertoto de la UEFA en 1998 ante el Werder Bremen.

### El club en elsigloXXI
En 2007, el club llegó a la final de la Copa nacional, pero perdió por dos goles a cero ante el Estrella Roja. La temporada 2008-09 fue un gran paso para la Vojvodina ya que el club logró terminar subcampeón en la liga por detrás del Partizan y superando al Estrella Roja. Esta fue la primera vez que un equipo que no eran los tradicionales Estrella Roja o Partizan terminaba entre los dos primeros desde 1998.
En 2010, el Vojvodina fue uno de los finalistas de la Copa de Serbia, pero perdió nuevamente frente al Estrella Roja. En 2011 el Vojvodina volvió a alcanzar la final de Copa y el último partido se vio empañado por la controversia, que culminó con los jugadores del Vojvodina abandonando el terreno de juego en el minuto 83, después de varias decisiones polémicas del árbitro cuando el partido se encontraba 2-1 a favor del Partizan. Inicialmente, el Partizan fue declarado ganador del partido por 3-0 y premiado con el trofeo, pero más tarde esta decisión fue revisada en espera de una investigación en curso por la Asociación de Fútbol de Serbia. El 16 de mayo de 2011, el partido se registró oficialmente como derrota del Vojvodina (0-3 para el Partizan).
La temporada 2011-12 comenzó con la participación del club en la UEFA Europa League, pero el Vojvodina sufrió una sorprendente eliminación en segunda ronda ante los representantes de Liechtenstein, el FC Vaduz. El partido de ida se jugó en Vaduz y Vojvodina ganó el partido por 0-2, pero en el partido de vuelta fue derrotado por 1-3 gracias al valor doble de los goles anotados como visitante.

## Estadio

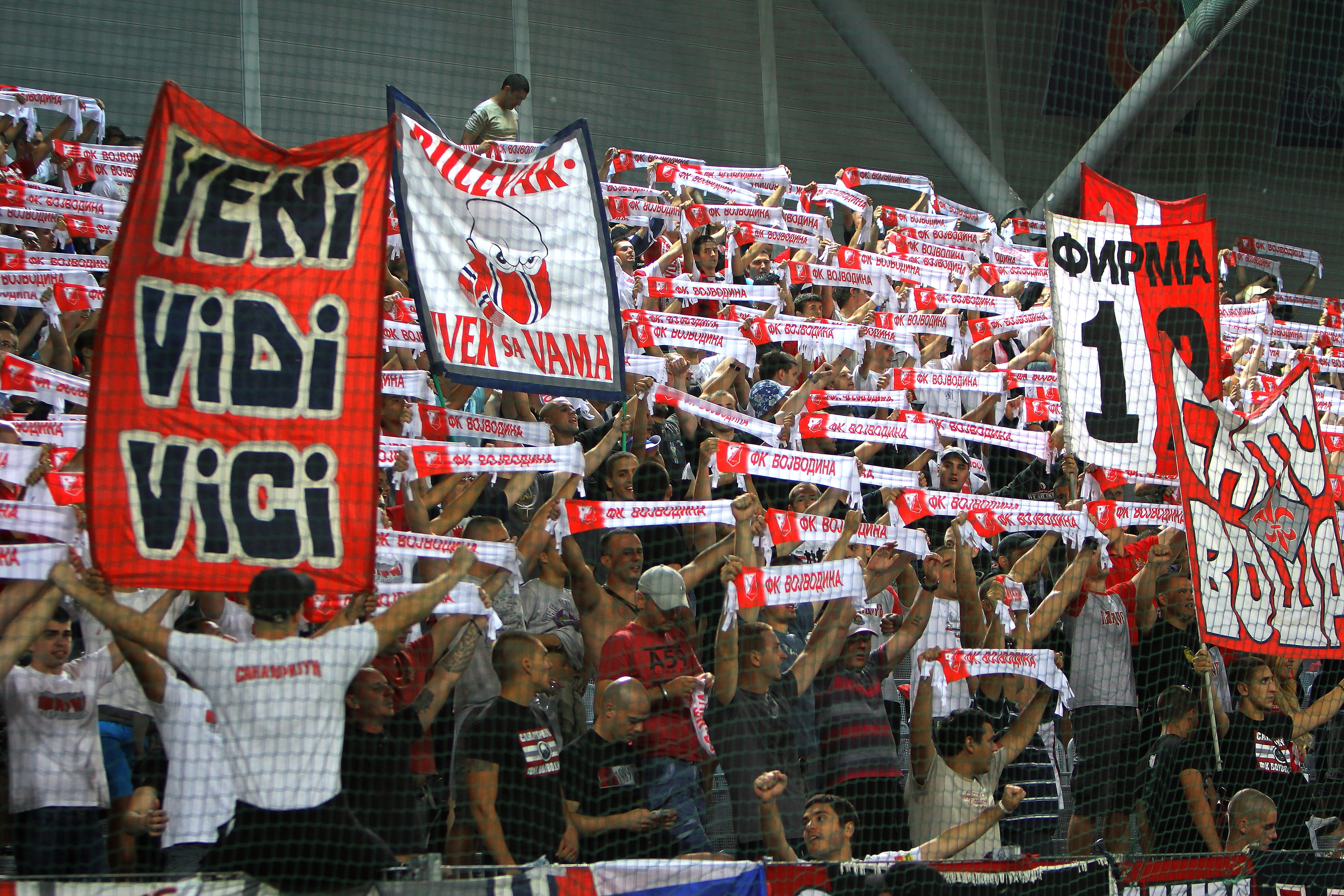
La Firmaši en el juego de vuelta por la UEFA Europa League ante el Rapid Viena en 2012.

El FK Vojvodina tiene su sede y disputa sus partidos en el estadio Karađorđe de Novi Sad. Con una capacidad de 15.754 asientos, es uno de los estadios de fútbol más grandes de Serbia. El estadio es también sede de la selección de Serbia sub-21 de fútbol. El estadio tiene un sector vip con capacidad para 150 personas, café vip con restaurante, centro de prensa y catorce cabinas de transmisión totalmente equipadas. En 2009 se instaló una pista de atletismo, la tribuna sureste y un moderno marcador Philips. En 2011 el club instaló focos de luz artificial con una fuerza de 1.400 lux. El desarrollo del estadio Karadjordje incluye una nueva tribuna sur y la reconstrucción de las tribunas este y suroeste. La etapa final de la reconstrucción tiene como propósito cubrir todas las tribunas del estadio. La capacidad aproximada del estadio al final de la reconstrucción será de 20.000 espectadores todos ellos sentados. A finales de mayo de 2007, el estadio fue el lugar del partido de despedida del futbolista Siniša Mihajlović. También fue sede del Campeonato Europeo Junior de Atletismo 2009 y el Campeonato de Europa Sub-17 de la UEFA 2011. La mayor asistencia al recinto tuvo lugar el 1 de marzo de 1967, cuando jugó contra el Celtic FC en los cuartos de final de la Copa de Europa, con cerca de 30.000 espectadores.

### Otras instalaciones
El FC Vujadin Boškov es el centro de entrenamiento del club. El complejo deportivo fue nombrado en honor de Vujadin Boškov, el exitoso exjugador y entrenador. En 2006, el club reconstruyó todo el complejo de entrenamiento del FC Vujadin Boškov, junto con el estadio. El complejo de entrenamiento del club es uno de los campos de entrenamiento más modernos de la región.

## Personal Administrativo
- Fuente:[9]

## Palmarés

### Nacional
Ligas nacionales: 2
- Primera Liga de Yugoslavia (2): 1965–66, 1988–89

-  Subcampeón (3): 1956–57, 1961–62, 1974–75

- Superliga Serbia:

-  Subcampeón (1): 2008–09

Copas nacionales: 2
- Copa de Yugoslavia:

-  Subcampeón (2): 1951, 1996–97

- Copa de Serbia (2): 2013-14, 2019-20

-  Subcampeón (4): 2006–07, 2009–10, 2010–11, 2012-13

### Internacional
- Copa Intertoto de la UEFA

- Subcampeón (1): 1998

### Amistoso
- Copa Mitropa (1): 1977

## Participación en competiciones de la UEFA
| Competicion UEFA | Competicion UEFA         | Competicion UEFA   | Competicion UEFA       | Competicion UEFA | Competicion UEFA | Competicion UEFA  |
| Temporada        | Torneo                   | Ronda              | Club                   | Casa             | Visita           | Global            |
| ---------------- | ------------------------ | ------------------ | ---------------------- | ---------------- | ---------------- | ----------------- |
| 1961–62          | Copa de Ferias           | 1                  | Milan                  | 2–0              | 0–0              | 2–0               |
| 1961–62          | Copa de Ferias           | 2                  | Iraklis                | 9–1              | 1–2              | 10–3              |
| 1961–62          | Copa de Ferias           | Cuartos de final   | MTK                    | 1–4              | 1–2              | 2–6               |
| 1962–63          | Copa de Ferias           | 1                  | Leipzig XI             | 1–0              | 0–2              | 1–2               |
| 1964–65          | Copa de Ferias           | 1                  | Lokomotiv Plovdiv      | 1–1              | 1–1              | 2–2 (0–2 Playoff) |
| 1966–67          | Copa de Europa           | 1                  | Admira Energie Vienna  | 0–0              | 1–0              | 1–0               |
| 1966–67          | Copa de Europa           | 2                  | Atlético Madrid        | 2–0              | 1–3              | 3–3 (3–2 Playoff) |
| 1966–67          | Copa de Europa           | Cuartos de final   | Celtic                 | 1–0              | 0–2              | 1–2               |
| 1967–68          | Copa de Ferias           | 1                  | GD CUF                 | 1–0              | 3–1              | 4–1               |
| 1967–68          | Copa de Ferias           | 2                  | Lokomotive Leipzig     | 0–0              | 2–0              | 2–0               |
| 1967–68          | Copa de Ferias           | 3                  | Göztepe                | 1–0              | 1–0              | 2–0               |
| 1967–68          | Copa de Ferias           | Cuartos de final   | Bologna                | 0–2              | 0–0              | 0–2               |
| 1968–69          | Copa de Ferias           | 1                  | Rangers                | 1–0              | 0–2              | 1–2               |
| 1969–70          | Copa de Ferias           | 1                  | Gwardia Warszawa       | 0–1              | 1–1              | 1–2               |
| 1972–73          | UEFA Cup                 | 1                  | Slovan Bratislava      | 1–2              | 0–6              | 1–8               |
| 1975–76          | UEFA Cup                 | 1                  | AEK                    | 0–0              | 1–3              | 1–3               |
| 1989–90          | Copa de Europa           | 1                  | Budapest Honvéd FC     | 2–1              | 0–1              | 2–2 (a)           |
| 1996–97          | UEFA Cup                 | 1.ª Clasificatoria | Portdown FC            | 4–1              | 1–0              | 5–1               |
| 1996–97          | UEFA Cup                 | 2.ª Clasificatoria | Grazer AK              | 1–5              | 0–2              | 1–7               |
| 1997–98          | UEFA Cup                 | Clasificatoria     | Viking FK              | 0–2              | 2–0              | 2–2 (4–5 PSO)     |
| 1998–99          | Copa Intertoto           | 1                  | Stabæk                 | 3–2              | 2–1              | 5–3               |
| 1998–99          | Copa Intertoto           | 2                  | Örebro SK              | 2–0              | 2–0              | 4–0               |
| 1998–99          | Copa Intertoto           | 3                  | FC Baltika Kaliningrad | 4–1              | 0–1              | 4–2               |
| 1998–99          | Copa Intertoto           | Semifinal          | SC Bastia              | 4–0              | 0–2              | 4–2               |
| 1998–99          | Copa Intertoto           | Final              | Werder Bremen          | 1–1              | 0–1              | 1–2               |
| 1999–00          | UEFA Cup                 | Clasificatoria     | Újpest FC              | 4–0              | 1–1              | 5–1               |
| 1999–00          | UEFA Cup                 | 1                  | SK Slavia Praha        | 0–0              | 2–3              | 2–3               |
| 2007–08          | UEFA Cup                 | 1.ª Clasificatoria | Hibernians FC          | 5–1              | 2–0              | 7–1               |
| 2007–08          | UEFA Cup                 | 2.ª Clasificatoria | Atlético Madrid        | 1–2              | 0–3              | 1–5               |
| 2008–09          | UEFA Cup                 | 1.ª Clasificatoria | Olimpik Baku           | 1–0              | 1–1              | 2–1               |
| 2008–09          | UEFA Cup                 | 2.ª Clasificatoria | Hapoel Tel Aviv        | 0–0              | 0–3              | 0–3               |
| 2009–10          | Europa League            | 3.ª Clasificatoria | Austria Viena          | 1–1              | 2–4              | 3–5               |
| 2011–12          | Europa League            | 2.ª Clasificatoria | Vaduz                  | 1–3              | 2–0              | 3–3 (a)           |
| 2012–13          | Europa League            | 2.ª Clasificatoria | Sūduva                 | 1–1              | 4–0              | 5–1               |
| 2012–13          | Europa League            | 3.ª Clasificatoria | Rapid Wien             | 2–1              | 0–2              | 2–3               |
| 2013–14          | Europa League            | 1.ª Clasificatoria | Hibernians FC          | 3–2              | 4–1              | 7–3               |
| 2013–14          | Europa League            | 2.ª Clasificatoria | Budapest Honvéd FC     | 2–0              | 3–1              | 5–1               |
| 2013–14          | Europa League            | 3.ª Clasificatoria | Bursaspor              | 2–2              | 3–0              | 5–2               |
| 2013–14          | Europa League            | Playoff            | FC Sheriff Tiraspol    | 1–1              | 1–2              | 2–3               |
| 2014–15          | Europa League            | 2.ª Clasificatoria | AS Trenčín             | 3–0              | 0–4              | 3–4               |
| 2015–16          | Europa League            | 1.ª Clasificatoria | MTK                    | 3–1              | 0–0              | 3–1               |
| 2015–16          | Europa League            | 2.ª Clasificatoria | Spartaks Jūrmala       | 3–0              | 1–1              | 4–1               |
| 2015–16          | Europa League            | 3.ª Clasificatoria | Sampdoria              | 0–2              | 4–0              | 4–2               |
| 2015–16          | Europa League            | Playoff            | Viktoria Plzeň         | 0–2              | 0–3              | 0–5               |
| 2016–17          | Europa League            | 1.ª Clasificatoria | Bokelj                 | 5–0              | 1–1              | 6–1               |
| 2016–17          | Europa League            | 2.ª Clasificatoria | Connah's Quay Nomads   | 1–0              | 2–1              | 3–1               |
| 2016–17          | Europa League            | 3.ª Clasificatoria | Dinamo Minsk           | 1–1              | 2–0              | 3–1               |
| 2016–17          | Europa League            | Playoff            | AZ                     | 0–3              | 0–0              | 0–3               |
| 2017-18          | UEFA Europa League       | 1.ª Clasificatoria | MFK Ruzomberok         | 2-1              | 0-2              | 2-3               |
| 2020–21          | Europa League            | 3.ª Clasificatoria | Standard Lieja         | –                | 1–2              | 1–2 (t. s.)       |
| 2021–22          | Europa Conference League | 2.ª Clasificatoria | Panevėžys              | 1–0              | 1–0              | 2–0               |
| 2021–22          | Europa Conference League | 3.ª Clasificatoria | LASK                   | 0–1              | 1–6              | 1–7               |
| 2023-24          | Europa Conference League | 2.ª Clasificatoria | APOEL                  | 1-2              | 1–2              | 2-4               |
| 2024-25          | UEFA Europa League       | 2.ª Clasificatoria | APOEL                  | 1-3              | 0-1              | 1–4               |
| 2024-25          | UEFA Conference League   | 3.ª Clasificatoria | Maribor                | 1–0              | 1–2              | 2–2 (2-4 p)       |

## Entrenadores
- Kosta Hadži (1924–1926)
- Otto Necas (1926–1928)
- Boško Simonović (1929)
- Otto Necas (1929–1930)
- Otto Hamacek (1931–1932)
- Károly Nemes (1933)
- Willy Schürmann (1934–1935)
- Fritz Levitus (1936–1938)
- Milorad Ognjanov (1938)
- Károly Nemes (1939)
- János Noj (1939–1941)
- Milorad Ognjanov (1945–1947)
- Bane Sekulić (1948–1951)
- Ljubiša Broćić (1952)
- Milorad Ognjanov (1952)
- Gustav Lechner (1953–1957)
- Antal Lyka (1957–1959)
- Ratomir Čabrić (1959–1960)
- Radomir Momirski (1960–1961)
- Franja Hirman (1961–1964)
- Branko Stanković (1964–1967)
- Zdravko Rajkov (1967–1968)
- Ratomir Čabrić (1968–1969)
- Dragoljub Milošević (1969–1973)
- Gojko Zec (1973–1974)
- Todor Veselinović (1974–1977)
- Branko Stanković (1977–1978)
- Milorad Pavić (1978)
- Ivica Brzić (1978–1979)
- Marko Valok (1979–1980)
- Dušan Drašković (1980–1983)
- Tomislav Kaloperović (1983)
- Josip Duvančić (1983–1984)
- Jovan Kovrlija (1984–1985)
- Vukašin Višnjevac (1985)
- Tomislav Kaloperović (1985)
- Vladimir Savić (1986)
- Željko Jurčić (1986)
- Tonko Vukušić (1986–1987)
- Ivica Brzić (1987–1988)
- Ljupko Petrović (1988–1990)
- Ivica Brzić (1990–1991)
- Milorad Kosanović (1991–1995)
- Gjoko Hadžievski (1995–1996)
- Dragoljub Bekvalac (1996)
- Ljupko Petrović (1996–1997)
- Dragan Okuka (1999–2000)
- Dragoljub Bekvalac (2000–2001)
- Slobodan Pavković (2001–2002)
- Miroslav Vukašinović (2002–2003)
- Josif Ilić (2003)
- Branko Smiljanić (2004–noviembre 2004)
- Vladimir Petrović (noviembre 2004–diciembre 2004)
- Milan Đuričić (diciembre 2004–agosto 2005)
- Zoran Marić (agosto 2005–agosto 2006)
- Milovan Rajevac (agosto de 2006–septiembre 2007)
- Ivica Brzić (septiembre 2007–junio 2008)
- Dragoljub Bekvalac (junio 2008–octubre 2008)
- Dragan Radojičić (octubre 2008–diciembre 2008)
- Ljupko Petrović (diciembre 2008–marzo 2009)
- Zoran Marić (marzo 2009–junio 2009)
- Dragoslav Stepanović (junio 2009–octubre 2009)
- Branko Babić (octubre 2009–marzo 2010)
- Milan Đuričić (1marzo 2010–mayo 2010
- Zoran Milinković (mayo 2010–mayo 2011)
- Dejan Vukićević (agosto 2011–abril 2012)
- Spasoje Jelačić (interino) (abril 2012)
- Zlatomir Zagorčić (abril 2012–septiembre 2012)
- Nebojša Vignjević (septiembre 2012–junio 2013)
- Marko Nikolić (junio 2013-enero 2014)
- Branko Babić (enero 2014–mayo 2014)
- Zoran Marić (mayo 2014-marzo 2015)
- Zlatomir Zagorčić (marzo 2015-octubre 2015)
- Nenad Lalatović (noviembre 2015–mayo 2021)
- Slavoljub Đorđević (mayo 2021–marzo 2022)
- Dragan Radojičić (marzo 2022–mayo 2022)
- Milan Rastavac (junio 2022–febrero 2023)
- Radoslav Batak (febrero 2023–agosto 2023)
- Ranko Popović (agosto 2023–diciembre 2023)
- Božidar Bandović (diciembre 2023–agosto 2024)
- Nemanja Krtolica (agosto 2024–octubre 2024)
- Nenad Lalatović (octubre 2024–marzo 2025)
- Miroslav Tanjga (marzo 2025–)